# Золотой глобус (премия, 2014)
71-я церемония вручения наград премии «Золотой глобус»

12 января 2014 года
Лучший фильм (драма): 

«12 лет рабства»
Лучший фильм (комедия или мюзикл): 

«Афера по-американски»
Лучший драматический сериал: 

«Во все тяжкие»
Лучший сериал (комедия или мюзикл): 

«Бруклин 9-9»
Лучший мини-сериал или фильм на ТВ: 

«За канделябрами»
< 70-я Церемонии вручения 72-я >
71-я церемония вручения наград премии «Золотой глобус» за заслуги в области кинематографа и телевидения за 2013 год состоялась 12 января 2014 года в отеле Беверли-Хилтон (Беверли-Хиллз, Лос-Анджелес, Калифорния). Номинанты были объявлены на пресс-конференции 12 декабря 2013 года.
Ведущими церемонии второй год подряд выступили комедийные актрисы Тина Фей и Эми Полер. Почётная награда имени Сесиля Б. Де Милля за жизненные достижения в области кинематографа была вручена режиссёру, сценаристу и актёру Вуди Аллену.
Лучшими фильмами года этим вечером были признаны работы Стива Маккуина и Дэвида О. Расселла — историческая драма «12 лет рабства» и криминальная трагикомедия «Афера по-американски» соответственно. Статуэтки за лучшую режиссуру был удостоен мексиканец Альфонсо Куарон, поставивший нашумевший технотриллер «Гравитация». За выдающиеся мужские актёрские работы отмечены Мэттью Макконахи («Далласский клуб покупателей») и Леонардо Ди Каприо («Волк с Уолл-стрит»), женские — Кейт Бланшетт («Жасмин») и Эми Адамс («Афера по-американски»).

## Список лауреатов и номинантов
• Победители выделены отдельным цветом. 
Количество наград/номинаций:
- 3/7: «Афера по-американски»
- 1/7: «12 лет рабства»
- 0/5: «Небраска»
- 1/4: «Гравитация»
- 0/4: «Капитан Филлипс»
- 1/3: «Она» / «Долгий путь к свободе»
- 0/3: «Филомена» / «Внутри Льюина Дэвиса»
- 2/2: «Далласский клуб покупателей»
- 1/2: «Волк с Уолл-стрит» / «Не угаснет надежда» / «Жасмин» / «Холодное сердце»
- 0/2: «Гонка» / «Август: Графство Осейдж»
- 1/1: «Великая красота»

### Игровое кино
| Категории                             | Лауреаты и номинанты | Лауреаты и номинанты |
| ------------------------------------- | --- | --- |
| Лучший фильм — драма                  | • 12 лет рабства / 12 Years a Slave | • 12 лет рабства / 12 Years a Slave                                                                                            |
| Лучший фильм — драма                  | • Капитан Филлипс / Captain Phillips | |
| Лучший фильм — драма                  | • Гравитация / Gravity | |
| Лучший фильм — драма                  | • Филомена / Philomena | |
| Лучший фильм — драма                  | • Гонка / Rush | |
| Лучший фильм — комедия или мюзикл     | • Афера по-американски / American Hustle | • Афера по-американски / American Hustle                                                                                       |
| Лучший фильм — комедия или мюзикл     | • Она / Her | |
| Лучший фильм — комедия или мюзикл     | • Внутри Льюина Дэвиса / Inside Llewyn Davis | |
| Лучший фильм — комедия или мюзикл     | • Небраска / Nebraska | |
| Лучший фильм — комедия или мюзикл     | • Волк с Уолл-стрит / The Wolf of Wall Street | |
| Лучшая режиссура                      | | • Альфонсо Куарон — «Гравитация»                                                                                               |
| Лучшая режиссура                      | • Пол Гри́нграсс — «Капитан Филлипс» | |
| Лучшая режиссура                      | • Стив Маккуин — «12 лет рабства» | |
| Лучшая режиссура                      | • Александр Пэйн — «Небраска» | |
| Лучшая режиссура                      | • Дэвид О. Расселл — «Афера по-американски» | |
| Лучший актёр в драматическом фильме   | | • Мэттью Макконахи — «Далласский клуб покупателей» (за роль Рона Вудруфа)                                                      |
| Лучший актёр в драматическом фильме   | • Чиветел Эджиофор — «12 лет рабства» (за роль Соломона Нортапа)                                                                                   | |
| Лучший актёр в драматическом фильме   | • Идрис Эльба — «Долгий путь к свободе» (за роль Нельсона Манделы)                                                                                 | |
| Лучший актёр в драматическом фильме   | • Том Хэнкс — «Капитан Филлипс» (за роль капитана Ричарда Филлипса)                                                                                | |
| Лучший актёр в драматическом фильме   | • Роберт Редфорд — «Не угаснет надежда» (за роль Нашего Человека)                                                                                  | |
| Лучшая актриса в драматическом фильме | | • Кейт Бланшетт — «Жасмин» (за роль Жанетт «Жасмин» Фрэнсис)                                                                   |
| Лучшая актриса в драматическом фильме | • Сандра Буллок — «Гравитация» (за роль Райан Стоун)                                                                                               | |
| Лучшая актриса в драматическом фильме | • Джуди Денч — «Филомена» (за роль Филомены Ли) | |
| Лучшая актриса в драматическом фильме | • Эмма Томпсон — «Спасти мистера Бэнкса» (за роль Памелы Линдон Трэверс)                                                                           | |
| Лучшая актриса в драматическом фильме | • Кейт Уинслет — «День труда» (за роль Адель Уилер)                                                                                                | |
| Лучший актёр в комедии или мюзикле    | | • Леонардо Ди Каприо — «Волк с Уолл-стрит» (за роль Джордана Белфорта)                                                         |
| Лучший актёр в комедии или мюзикле    | • Кристиан Бейл — «Афера по-американски» (за роль Ирвинга Розенфельда)                                                                             | |
| Лучший актёр в комедии или мюзикле    | • Брюс Дерн — «Небраска» (за роль Вуди Гранта) | |
| Лучший актёр в комедии или мюзикле    | • Оскар Айзек — «Внутри Льюина Дэвиса» (за роль Льюина Дэвиса)                                                                                     | |
| Лучший актёр в комедии или мюзикле    | • Хоакин Феникс — «Она» (за роль Теодора Туомбли)                                                                                                  | |
| Лучшая актриса в комедии или мюзикле  | | • Эми Адамс — «Афера по-американски» (за роль Сидни Проссер)                                                                   |
| Лучшая актриса в комедии или мюзикле  | • Жюли Дельпи — «Перед полуночью» (за роль Селин Уоллас)                                                                                           | |
| Лучшая актриса в комедии или мюзикле  | • Грета Гервиг — «Милая Фрэнсис» (за роль Фрэнсис Халладей)                                                                                        | |
| Лучшая актриса в комедии или мюзикле  | • Джулия Луи-Дрейфус — «Довольно слов» (за роль Евы)                                                                                               | |
| Лучшая актриса в комедии или мюзикле  | • Мерил Стрип — «Август: Графство Осейдж» (за роль Вайолет Уэстон)                                                                                 | |
| Лучший актёр второго плана            | | • Джаред Лето — «Далласский клуб покупателей» (за роль Рэйона)                                                                 |
| Лучший актёр второго плана            | • Бархад Абди — «Капитан Филлипс» (за роль Абдували Мусэ)                                                                                          | |
| Лучший актёр второго плана            | • Даниэль Брюль — «Гонка» (за роль Ники Лауды) | |
| Лучший актёр второго плана            | • Брэдли Купер — «Афера по-американски» (за роль Ричи Димацо)                                                                                      | |
| Лучший актёр второго плана            | • Майкл Фассбендер — «12 лет рабства» (за роль Эдвина Эппса)                                                                                       | |
| Лучшая актриса второго плана          | | • Дженнифер Лоуренс — «Афера по-американски» (за роль Розалин Розенфельд)                                                      |
| Лучшая актриса второго плана          | • Салли Хокинс — «Жасмин» (за роль Джинджер) | |
| Лучшая актриса второго плана          | • Лупита Нионго — «12 лет рабства» (за роль Пэтси)                                                                                                 | |
| Лучшая актриса второго плана          | • Джулия Робертс — «Август: Графство Осейдж» (за роль Барбары Уэстон)                                                                              | |
| Лучшая актриса второго плана          | • Джун Скуибб — «Небраска» (за роль Кейт Грант) | |
| Лучший сценарий                       | | • Спайк Джонз — «Она» |
| Лучший сценарий                       | • Боб Нельсон — «Небраска» | |
| Лучший сценарий                       | • Джефф Поуп и Стив Куган — «Филомена» | |
| Лучший сценарий                       | • Джон Ридли — «12 лет рабства» | |
| Лучший сценарий                       | • Эрик Уоррен Сингер и Дэвид О. Расселл — «Афера по-американски»                                                                                   | |
| Лучшая музыка к фильму                | | • Алекс Эберт — «Не угаснет надежда»                                                                                           |
| Лучшая музыка к фильму                | • Алекс Хеффес — «Долгий путь к свободе» | |
| Лучшая музыка к фильму                | • Стивен Прайс — «Гравитация» | |
| Лучшая музыка к фильму                | • Джон Уильямс — «Воровка книг» | |
| Лучшая музыка к фильму                | • Ханс Циммер — «12 лет рабства» | |
| Лучшая песня                          | • Ordinary Love — «Долгий путь к свободе» — музыка: Боно, Эдж, Адам Клейтон, Ларри Маллен мл. (U2) и Danger Mouse, слова: Боно                     | • Ordinary Love — «Долгий путь к свободе» — музыка: Боно, Эдж, Адам Клейтон, Ларри Маллен мл. (U2) и Danger Mouse, слова: Боно |
| Лучшая песня                          | • Atlas — «Голодные игры: И вспыхнет пламя» — музыка и слова: Крис Мартин, Гай Берримен, Джонни Бакленд, Уилл Чемпион (Coldplay)                   | |
| Лучшая песня                          | • Let It Go — «Холодное сердце» — музыка и слова: Кристен Андерсон-Лопес, Роберт Лопез                                                             | |
| Лучшая песня                          | • Please Mr Kennedy — «Внутри Льюина Дэвиса» — музыка и слова: Эд Раш, Джордж Кромарти, Ти Боун Бёрнэт, Джастин Тимберлейк, Джоэл Коэн и Итан Коэн | |
| Лучшая песня                          | • Sweeter Than Fiction — «Мечты сбываются!» (англ.) — музыка и слова: Тейлор Свифт и Джек Антонофф                                                 | |
| Лучший анимационный фильм             | • Холодное сердце / Frozen | • Холодное сердце / Frozen |
| Лучший анимационный фильм             | • Гадкий я 2 / Despicable Me 2 | |
| Лучший анимационный фильм             | • Семейка Крудс / The Croods | |
| Лучший фильм на иностранном языке     | • Великая красота / La grande bellezza (Италия) | • Великая красота / La grande bellezza (Италия)                                                                                |
| Лучший фильм на иностранном языке     | • Жизнь Адель / La Vie d'Adèle (Франция) | |
| Лучший фильм на иностранном языке     | • Охота / Jagten (Дания) | |
| Лучший фильм на иностранном языке     | • Прошлое / Le Passé (Иран) | |
| Лучший фильм на иностранном языке     | • Ветер крепчает / 風立ちぬ / Kaze Tachinu (Япония)                                                                                                | |

### Телевизионные категории
Количество наград/номинаций:
- 2/4: «За канделябрами»
- 1/4: «Карточный домик»
- 2/3: «Во все тяжкие»
- 1/3: «Танцы на грани»
- 0/3: «Хорошая жена» / «Белая королева»
- 2/2: «Бруклин 9-9»
- 1/2: «Парки и зоны отдыха» / «Вершина озера» / «Рэй Донован»
- 0/2: «Мастера секса» / «Теория большого взрыва» / «Девчонки» / «Американская семейка» / «Американская история ужасов: Шабаш» / «Фил Спектор»

| Категории                                                               | Лауреаты и номинанты                                                        | Лауреаты и номинанты                                             |
| ----------------------------------------------------------------------- | --------------------------------------------------------------------------- | ---------------------------------------------------------------- |
| Лучший телевизионный сериал (драма)                                     | • Во все тяжкие / Breaking Bad                                              | • Во все тяжкие / Breaking Bad                                   |
| Лучший телевизионный сериал (драма)                                     | • Аббатство Даунтон / Downton Abbey                                         |                                                                  |
| Лучший телевизионный сериал (драма)                                     | • Хорошая жена / The Good Wife                                              |                                                                  |
| Лучший телевизионный сериал (драма)                                     | • Карточный домик / House of Cards                                          |                                                                  |
| Лучший телевизионный сериал (драма)                                     | • Мастера секса / Masters of Sex                                            |                                                                  |
| Лучший телевизионный сериал (комедия или мюзикл)                        | • Бруклин 9-9 / Brooklyn Nine-Nine                                          | • Бруклин 9-9 / Brooklyn Nine-Nine                               |
| Лучший телевизионный сериал (комедия или мюзикл)                        | • Теория Большого взрыва / The Big Bang Theory                              |                                                                  |
| Лучший телевизионный сериал (комедия или мюзикл)                        | • Девчонки / Girls                                                          |                                                                  |
| Лучший телевизионный сериал (комедия или мюзикл)                        | • Американская семейка / Modern Family                                      |                                                                  |
| Лучший телевизионный сериал (комедия или мюзикл)                        | • Парки и зоны отдыха / Parks and Recreation                                |                                                                  |
| Лучший мини-сериал или телефильм                                        | • За канделябрами / Behind the Candelabra                                   | • За канделябрами / Behind the Candelabra                        |
| Лучший мини-сериал или телефильм                                        | • Американская история ужасов: Шабаш / American Horror Story: Coven         |                                                                  |
| Лучший мини-сериал или телефильм                                        | • Танцы на грани / Dancing on the Edge                                      |                                                                  |
| Лучший мини-сериал или телефильм                                        | • Вершина озера / Top of the Lake                                           |                                                                  |
| Лучший мини-сериал или телефильм                                        | • Белая королева / White Queen                                              |                                                                  |
| Лучший актёр в драматическом телесериале                                |                                                                             | • Брайан Крэнстон — «Во все тяжкие» (за роль Уолтера Уайта)      |
| Лучший актёр в драматическом телесериале                                | • Лев Шрайбер — «Рэй Донован» (за роль Рэя Донована)                        |                                                                  |
| Лучший актёр в драматическом телесериале                                | • Майкл Шин — «Мастера секса» (за роль Уильяма Мастерса)                    |                                                                  |
| Лучший актёр в драматическом телесериале                                | • Кевин Спейси — «Карточный домик» (за роль Фрэнсиса «Фрэнка» Андервуда)    |                                                                  |
| Лучший актёр в драматическом телесериале                                | • Джеймс Спейдер — «Чёрный список» (за роль Рэймонда Рэддингтона)           |                                                                  |
| Лучшая актриса в драматическом телесериале                              |                                                                             | • Робин Райт — «Карточный домик» (за роль Клэр Андервуд)         |
| Лучшая актриса в драматическом телесериале                              | • Джулианна Маргулис — «Хорошая жена» (за роль Алисии Флоррик)              |                                                                  |
| Лучшая актриса в драматическом телесериале                              | • Татьяна Маслани — «Тёмное дитя» (за роль Сары Мэннинг)                    |                                                                  |
| Лучшая актриса в драматическом телесериале                              | • Тейлор Шиллинг — «Оранжевый — хит сезона» (за роль Пайпер Чапман)         |                                                                  |
| Лучшая актриса в драматическом телесериале                              | • Керри Вашингтон — «Скандал» (за роль Оливии Поуп)                         |                                                                  |
| Лучший актёр в телесериале (комедия или мюзикл)                         |                                                                             | • Энди Сэмберг — «Бруклин 9-9» (за роль Джейка Перальты)         |
| Лучший актёр в телесериале (комедия или мюзикл)                         | • Джейсон Бейтман — «Замедленное развитие» (за роль Майкла Блата)           |                                                                  |
| Лучший актёр в телесериале (комедия или мюзикл)                         | • Дон Чидл — «Обитель лжи» (за роль Марти Каана)                            |                                                                  |
| Лучший актёр в телесериале (комедия или мюзикл)                         | • Майкл Джей Фокс — «Шоу Майкла Джей Фокса» (за роль Майка Генри)           |                                                                  |
| Лучший актёр в телесериале (комедия или мюзикл)                         | • Джим Парсонс — «Теория Большого взрыва» (за роль Шелдона Купера)          |                                                                  |
| Лучшая актриса в телесериале (комедия или мюзикл)                       |                                                                             | • Эми Полер — «Парки и зоны отдыха» (за роль Лесли Ноуп)         |
| Лучшая актриса в телесериале (комедия или мюзикл)                       | • Зоуи Дешанель — «Новенькая» (за роль Джессики «Джесс» Дэй)                |                                                                  |
| Лучшая актриса в телесериале (комедия или мюзикл)                       | • Лина Данэм — «Девчонки» (за роль Ханны Хорват)                            |                                                                  |
| Лучшая актриса в телесериале (комедия или мюзикл)                       | • Эди Фалко — «Сестра Джеки» (за роль Джеки Пейтон)                         |                                                                  |
| Лучшая актриса в телесериале (комедия или мюзикл)                       | • Джулия Луи-Дрейфус — «Вице-президент» (за роль Селины Майер)              |                                                                  |
| Лучший актёр в мини-сериале или телефильме                              |                                                                             | • Майкл Дуглас — «За канделябрами» (за роль Либераче)            |
| Лучший актёр в мини-сериале или телефильме                              | • Мэтт Деймон — «За канделябрами» (за роль Скотта Торсона)                  |                                                                  |
| Лучший актёр в мини-сериале или телефильме                              | • Чиветел Эджиофор — «Танцы на грани» (за роль Луи Лестера)                 |                                                                  |
| Лучший актёр в мини-сериале или телефильме                              | • Идрис Эльба — «Лютер» (за роль Джона Лютера)                              |                                                                  |
| Лучший актёр в мини-сериале или телефильме                              | • Аль Пачино — «Фил Спектор» (за роль Фила Спектора)                        |                                                                  |
| Лучшая актриса в мини-сериале или телефильме                            |                                                                             | • Элизабет Мосс — «Вершина озера» (за роль Робин Гриффин)        |
| Лучшая актриса в мини-сериале или телефильме                            | • Хелена Бонэм Картер — «Бёртон и Тейлор» (англ.) (за роль Элизабет Тейлор) |                                                                  |
| Лучшая актриса в мини-сериале или телефильме                            | • Ребекка Фергюсон — «Белая королева» (за роль Елизаветы Вудвилл)           |                                                                  |
| Лучшая актриса в мини-сериале или телефильме                            | • Джессика Лэнг — «Американская история ужасов: Шабаш» (за роль Фионы Гуд)  |                                                                  |
| Лучшая актриса в мини-сериале или телефильме                            | • Хелен Миррен — «Фил Спектор» (за роль Линды Кенни-Баден)                  |                                                                  |
| Лучший актёр второго плана в телесериале, мини-сериале или телефильме   |                                                                             | • Джон Войт — «Рэй Донован» (за роль Микки Донована)             |
| Лучший актёр второго плана в телесериале, мини-сериале или телефильме   | • Джош Чарльз — «Хорошая жена» (за роль Уилла Гарднера)                     |                                                                  |
| Лучший актёр второго плана в телесериале, мини-сериале или телефильме   | • Роб Лоу — «За канделябрами» (за роль Джека Старца)                        |                                                                  |
| Лучший актёр второго плана в телесериале, мини-сериале или телефильме   | • Аарон Пол — «Во все тяжкие» (за роль Джесси Пинкмана)                     |                                                                  |
| Лучший актёр второго плана в телесериале, мини-сериале или телефильме   | • Кори Столл — «Карточный домик» (за роль Питера Руссо)                     |                                                                  |
| Лучшая актриса второго плана в телесериале, мини-сериале или телефильме |                                                                             | • Жаклин Биссет — «Танцы на грани» (за роль леди Лавинии Кремон) |
| Лучшая актриса второго плана в телесериале, мини-сериале или телефильме | • Джанет Мактир — «Белая королева» (за роль Жакетты Вудвилл)                |                                                                  |
| Лучшая актриса второго плана в телесериале, мини-сериале или телефильме | • Хейден Панеттьер — «Нэшвилл» (за роль Джульетты Барнс)                    |                                                                  |
| Лучшая актриса второго плана в телесериале, мини-сериале или телефильме | • Моника Поттер — «Родители» (за роль Кристины Брэйверман)                  |                                                                  |
| Лучшая актриса второго плана в телесериале, мини-сериале или телефильме | • София Вергара — «Американская семейка» (за роль Глории Дельгадо-Притчетт) |                                                                  |

### Специальные награды
Лауреаты специальных наград были объявлены осенью 2013 года.
| Премия Сесиля Б. Де Милля (Награда за вклад в кинематограф) | Вуди Аллен | • Вуди Аллен                                                                |
| Мисс «Золотой глобус» 2014 (Символический титул)            |            | • Сози Бэйкон (англ.) — (дочь актёра Кевина Бэйкона и актрисы Киры Седжвик) |